# Hervé Lomboto
Hervé Nguemba Lomboto (27 ottobre 1989) è un calciatore della Repubblica Democratica del Congo, portiere dei Dauphins Noirs.

## Carriera

### Club
Ha sempre giocato nel campionato congolese.

### Nazionale
Ha esordito con la Nazionale nel 2013.